# Claudio Caligari
(Claudio Caligari)
Claudio Caligari (Arona, 7 febbraio 1948 – Roma, 26 maggio 2015) è stato un regista e sceneggiatore italiano.

## Biografia

### I primi documentari
(Claudio Caligari nel 2005)
Nato come documentarista, Claudio Caligari inizia a farsi conoscere negli ambienti del cinema indipendente e di ricerca sociale, intorno alla metà degli anni settanta. Sin dall'inizio, il suo lavoro prende spunto sia dalle problematiche delle realtà giovanili disagiate sia dall'impegno politico, negli anni del nascente movimento del Settantasette. Nel 1976 esordisce con Droga che fare, documentario sulla tossicodipendenza in Italia.
Nel 1977 realizza Alice e gli altri, documentario di impegno politico sul declinare del movimento del Settantasette.
(Claudio Caligari nel 2005)
Contemporaneamente al suo lavoro come documentarista, verso la fine degli anni settanta, Caligari inizia a coltivare la sua passione per il cinema di finzione e per il set, provando a lavorare come aiuto regista per autori come Marco Ferreri, Marco Bellocchio e Pier Paolo Pasolini. 
(Claudio Caligari nel 2005)
Nel successivo biennio, 1977-1978, in collaborazione con Franco Barbero, Caligari prosegue il suo impegno nel cinema di documentazione sociale realizzando altri quattro film a soggetto: Lotte nel Belice, La macchina da presa senza uomo, La follia della rivoluzione (sulle contestazioni al convegno sulla psicoanalisi del 1976, girato con videocamera a un pollice e successivamente vidigrafato in 16 mm) e La parte bassa. Quest'ultima opera, uscita nel 1978, testimonia le prime fasi del movimento del Settantasette che, tra manifestazioni e accese assemblee dei Circoli del Proletariato Giovanile, all'Università Statale di Milano, diede il via a quella lotta che, nel corso dell'anno successivo, avrebbe infiammato la Milano di fine anni '70. Girato nel 1976 e suddiviso in tre parti (due documentaristiche e una di finzione), il film è stato poi restaurato digitalmente nel 2014 dalla Cineteca Nazionale.
(Claudio Caligari nel 2005)
Autore di un cinema diretto ed esplicito, senza alcuna mediazione produttiva e privo di facili concessioni allo spettatore, agli inizi degli anni ottanta Caligari prova a trasportare il suo interesse per le realtà marginali delle periferie e delle borgate italiane dal cinema d'inchiesta a quello di finzione.
(Claudio Caligari nel 2005)

### I lungometraggi

#### Amore tossico
Nel 1983 esce il suo primo lungometraggio, Amore tossico, in cui Caligari firma sia la sceneggiatura (in collaborazione con il sociologo Guido Blumir) sia la regia. Ambientato tra Ostia e la periferia romana, il film racconta l'insediamento dell'eroina nelle borgate pasoliniane attraverso le vicissitudini di un gruppo di amici tossicodipendenti. La lavorazione di Amore tossico venne preceduta, come sempre accadeva nei progetti del regista, da una lunga fase di preparazione. A partire dalla ricerca del cast che, seguendo l'esempio del neorealismo, secondo le idee di Caligari, doveva assolutamente essere costituito da persone prese dalla strada, senza l'apporto di alcun attore professionista. La stessa sceneggiatura venne poi riveduta e riscritta diverse volte. Con il tempo, infatti, il regista riuscì a stabilire un rapporto di totale fiducia con i protagonisti e la maggior parte dei dialoghi furono corretti e la sceneggiatura modificata quasi parola per parola, in modo da risultare più vera e autentica possibile, grazie ai consigli degli stessi protagonisti e di chi frequentava quel mondo.
(Claudio Caligari nel 2005)
Il periodo di lavorazione di Amore tossico fu molto travagliato e le riprese si svolsero in due anni differenti, il 1982 e il 1983. Inizialmente Caligari aveva preso accordi con un piccolo produttore che poi, improvvisamente, abbandonò il progetto e quindi, con un solo terzo del film completato, fu costretto a un periodo di inattività che perdurò per quasi un anno intero. Fu grazie all'interessamento del regista Marco Ferreri che, alla fine del 1982, venne contattato un secondo produttore, Giorgio Nocella, e una casa di distribuzione (la Gaumont) che diedero la spinta finale per portare a termine il film.
Amore tossico venne presentato, come opera prima, alla 40ª Mostra internazionale d'arte cinematografica di Venezia del 1983, aggiudicandosi il Premio speciale nella Sezione De Sica, al Film Festival di Valencia dove ottenne il Premio Selezione Speciale ed al Festival di San Sebastian, in cui la protagonista femminile, Michela Mioni, vinse il premio per la Migliore interpretazione femminile. Il discreto successo riscosso dal film sembrava quasi presagire una svolta nella carriera di Caligari e invece, a causa di alcune peripezie produttive, Amore tossico venne distribuito nelle sale italiane solo un anno dopo la sua effettiva uscita e in un esiguo numero di copie.

#### L'odore della notte
Negli anni successivi, Caligari lavora ad una serie di sceneggiature per altrettanti film che, per una serie di circostanze, non riesce comunque a realizzare: "Effetto Elisa", "La ballata degli angeli assassini", "Dio non c'è alla Sanità" (la storia di un prete anti-camorra) e "Suicide special", una storia di scontro tra bande criminali, in una Roma notturna popolata di balordi, prostitute e travestiti.
(Claudio Caligari su Internazionale)
Tocca attendere quindici anni per vedere il ritorno dietro la macchina da presa del regista piemontese. È il 1998 quando esce L'odore della notte, film ambientato tra la fine degli anni settanta e gli inizi del decennio successivo, che narra le vicende di una banda di rapinatori provenienti dall'estrema periferia romana e specializzata in colpi messi a segno nei quartieri alti della capitale. Interpretato da Giorgio Tirabassi, Marco Giallini, Giampiero Lisarelli ed Emanuel Bevilacqua, protagonista del film è Valerio Mastandrea.
(Claudio Caligari nel 2005)
Il film è tratto da un romanzo di Dido Sacchettoni e ispirato alla storia realmente accaduta della cosiddetta "Banda dell'arancia meccanica", un gruppo di rapinatori che dal 1979 al 1983 gettò nel terrore la Roma benestante. Con questo film Caligari cerca in qualche modo di riprendere il discorso avviato dal cinema poliziottesco italiano degli anni settanta, declinato attraverso le ambizioni di ricerca sociale e stilistiche tipiche dell'autore. Venne presentato alla Settimana della Critica alla 55ª Mostra internazionale d'arte cinematografica di Venezia.
(Intervista a Claudio Caligari)
Nel 2001 il regista inizia a lavorare a un nuovo film, dal titolo Anni rapaci, tratto dal libro di Piero Colaprico e Luca Fazzo Manager Calibro 9, che racconta nell'arco di quasi vent'anni (dal 1973 fino al 1990), l'avvento della criminalità meridionale al Nord. Il progetto, che trae spunto dalle confessioni di un pentito 'ndranghetista, non può essere portato a compimento e si ferma in fase di pre-produzione, nel 2002.

#### Non essere cattivo
A febbraio del 2015 Caligari inizia le riprese di Non essere cattivo, film scritto a sei mani con Francesca Serafini e Giordano Meacci ed interpretato da Luca Marinelli, Alessandro Borghi, Silvia D’Amico e Roberta Mattei. Girato a Ostia, il film è un'ideale continuazione di Amore tossico: una storia di amicizia e caduta negli inferi, nella periferia romana degli anni '90, tra rapine, droghe sintetiche e la vita quotidiana di un gruppo di giovani di borgata. Non essere cattivo, le cui riprese sono durate sei settimane, è stato fortemente sostenuto e promosso da Valerio Mastandrea, amico del regista che, per l'occasione, si è messo in gioco in prima persona, svolgendo il ruolo di produttore delegato per garantire il ritorno sul set di Caligari. Prodotto da Kimerafilm, Rai Cinema e Taodue, il film è stato presentato fuori concorso alla 72ª Mostra internazionale d'arte cinematografica di Venezia dove ha ottenuto il Premio Pasinetti al miglior film e al migliore attore (Luca Marinelli), ricevendo anche un ottimo successo di critica. L'8 settembre 2015 il film è stato distribuito (da Good Films), nelle sale cinematografiche italiane, in circa 60 copie. Il 28 settembre viene scelto per rappresentare l'Italia ai Premi Oscar 2016, nella categoria per il miglior film in lingua straniera, senza riuscire però a superare la selezione dell'Academy.
Nell'agosto 2016 ha vinto la XX edizione del Bobbio Film Festival come miglior film in concorso.
Malato da tempo, il 26 maggio 2015, a 67 anni, Caligari muore appena terminato il montaggio di Non essere cattivo. L'attore e amico Valerio Mastandrea (già protagonista del secondo film del regista, L'odore della notte) gli ha dedicato un post, ricordando l'uomo e l'artista con cui ha lavorato fino all'ultimo.
Stronzo è una parola che detta da lui aveva un altro significato. Più potente. Più profondo. Il nord 'di lago' da cui proveniva deve avergli dato una dimensione molto particolare nello scegliere le parole e nella forza con cui scagliarle. E le parole che gli mancavano da parecchio tempo è sempre riuscito a fartele sentire anche se arrivavano scariche di suono. La grandezza di un uomo così viene anche da questo. Dal poter fare a meno delle armi convenzionali che servono per vivere la vita e dal continuare a battagliare con ogni mezzo mosso solo dalla voglia di esserci e di fare della propria vita una vita. Il suo lavoro ne è l'esempio unico, assoluto. Non ha mai smesso di fare film Claudio. Ne ha girati tre ma ne ha scritti, fatti e visti almeno il triplo. Questo deve accadere ad un regista che vede sfumare i propri progetti per motivi enormi o a causa di persone piccolissime. Pensare, scrivere, vedere, riscrivere, ripensare, vedere ancora fino alla morte del progetto e, nonostante questo, continuare a vederlo finito, il proprio film.
Così ha fatto anche lui. Noi che abbiamo avuto il privilegio di lavorarci questo lo sappiamo bene. Ogni film non fatto da Claudio, Claudio lo ha fatto eccome. Come ha fatto il suo terzo e ultimo. Con l'amore e la cattiveria che la malattia gli imponeva. Con la dolcezza di chi riconosce la magia del cinema e delle persone che lo fanno. Con la stronza intelligenza di chi urlava il diritto al cinema da conoscere e da poter fare.
Con un winchester immaginario sotto l'impermeabile a ricordare che Ford e Sam Peckinpah erano lì con lui anche se stavamo all'idroscalo di Fiumicino anzi, soprattutto per quello. Era pieno di roba e di gente Claudio. Il suo Martino in un angolo della testa. PPP sempre a portata di citazione. I suoi 'ultimi' da raccontare, facendoli volare dal basso dei sondaggi sui quotidiani, all'alto del livello drammaturgico in un copione e poi sul set. Il suo cinema è stato e sarà sempre politico. Non ha mai smesso di esserlo neanche quando non veniva materialmente realizzato. Bastava parlarne. Guardarlo mentre sceglieva il ritmo del respiro giusto per pronunciare la frase epica di turno. Ha sempre conosciuto i film che ha fatto. Li ha mangiati, bevuti, e vomitati prima di farli diventare un film. È stato forse l'ultimo intellettuale vecchie maniere. Con la capacità di sporcare la propria anima e la propria intelligenza del nucleo essenziale di quello che si apprestava a raccontare.
Per Claudio 'ideologia' non è mai stata una brutta parola. Lo ha spinto a non fare mai un passo indietro e gli ha permesso di difendere quello che faceva con una forza che non ho mai visto in vita mia. E gli ha consentito anche di lottare con il male costringendolo ai supplementari più di una volta. Claudio ha perso ai rigori, che si sappia questo. E ai rigori non è mai una sconfitta reale. A tutti noi che lo abbiamo accompagnato nell'ultimo sogno realizzato è bastato questo. Onorarlo nel lavoro che più ha amato, maledicendo la sua ostinazione, ammirandone la tenacia, il coraggio e la passione. Ridendo alle sue battute crudeli. Commossi davanti alla sua commozione dell'aver iniziato e finito il suo nuovo e ultimo film.»
(Valerio Mastandrea su tumblr)
I funerali di Caligari si sono svolti a Roma, il 28 maggio 2015, nella Chiesa degli Artisti di Piazza del Popolo.

### La lettera a Martin Scorsese
Tra i numerosi interventi di Valerio Mastandrea a sostegno di Caligari per la realizzazione del suo ultimo film Non essere cattivo, il 3 ottobre 2014, il quotidiano Il Messaggero ha pubblicato una sua lettera aperta indirizzata al regista Martin Scorsese (chiamato per l'occasione Martino, proprio come faceva Caligari), tesa a sollevare un piccolo caso mediatico a favore di Caligari. Un appello a cui il regista statunitense non ha mai risposto ma che è riuscito a raggiungere alcuni suoi obiettivi:
Caro Martino questa mia lettera è solo un tentativo che va ad aggiungersi alle centinaia che abbiamo fatto in questi due anni. Non riusciamo a raggiungere una cifra tale per mettere questo signore sul set: che è il suo luogo naturale. Ho pensato: questo signore parla e cita Martino come se fosse un suo compagno di scuola. Conosce il Cinema e soprattutto quello di Martino come lo avessero fatto assieme. A noi mancano tanti soldi per fare questo film. È piccolo ma ne mancano ancora tanti, anche per quel piccolo. Allora io chiedo a Martino di leggere il copione e di guardarsi Amore tossico. Spero che Martino lo faccia, si innamori del Cinema di questo signore e venga qui a conoscerlo, pronto a produrre il suo film insieme a noi che siamo la sua piccola banda che il Cinema lo ama e lo detesta forse per quanto lo ama. Spero che Martino non si offenda per come lo chiamo ma è questo signore che lo chiama sempre così. Ecco, questo ho pensato e questo spero. E anche se questa lettera sarà tradotta e con la traduzione forse si perderà la commozione con cui è stata scritta, sarà stato un altro tentativo a cui ne seguiranno altri magari ancora più folli. Perché il Cinema di questo signore, Claudio Caligari, merita più di quanto è stato fino a oggi. E perché lo ripeto, quanto lo ama Claudio, il Cinema, forse neanche tu, Martino. A nome della Crew di Non essere Cattivo ti ringrazio per l'attenzione.»
(Valerio Mastandrea su Il Messaggero)

### Progetti non realizzati
Sebbene abbia realizzato solo tre lungometraggi Caligari lavorò sin dal suo esordio ad una lunga lista di sceneggiature per altri film che per varie circostanze non riuscì mai a filmare, di alcune di queste si conoscono solo i titoli come Effetto Elisa (cui Harvey Keitel decise di interpretare il protagonista), La ballata degli angeli assassini, Suicide Special e Dio non c'è alla Sanità (sulla vicenda di un prete che si oppone alla Camorra). Nel 2001 fu in procinto di iniziare le riprese di una sceneggiatura intitolata Anni rapaci, basata sul libro-inchiesta di Piero Colaprico e Luca Fazzo Manager calibro 9 che racconta l'avvento e lo sviluppo della criminalità organizzata meridionale nel nord Italia dal 1973 al 1990. Il progetto, che ottenne anche il finanziamento del ministero per i beni culturali, si ispirava alle confessioni di un pentito ex-ndranghetista ma venne bloccato in fase di pre-produzione. Si conosce anche il titolo di un'altra sceneggiatura intitolata Andare ai resti, tratta dal saggio omonimo di Emilio Quadrelli, storia di alcuni rapinatori che in carcere raccontano la storia dell'Italia dal loro punto di vista. Un'altra, Mi chiamo Lolita ho 12 anni e faccio la cubista, era basata su un libro del 2007 di Marida Lombardo Pijola relativo a storie vere di pre-adolescenti italiani incentrate su fenomeni come le gravidanze indesiderate, la prostituzione minorile, l'uso di droghe, genitori assenti ma anche casi di autolesionismo, anoressia, tendenze suicide e bullismo. Il progetto venne interrotto per volontà di Caligari stesso in fase di pre-produzione dopo che i produttori imposero delle modifiche sostanziali alla sceneggiatura. L'attore Valerio Mastandrea ha proposto in più occasioni dopo la morte di Caligari di riesumare questi progetti e poterli un giorno realizzare per portare avanti la sua opera e la sua memoria. 

### Il documentario sulla sua vita
Nel 2019 è uscito Se c'è un aldilà sono fottuto - Vita e cinema di Claudio Caligari, il film-documentario di Fausto Trombetta e Simone Isola, presentato alla 76ª edizione della Mostra internazionale d'arte cinematografica della Biennale di Venezia, che ripercorre, attraverso la voce di amici, parenti, collaboratori e attori, la vita e la carriera di Caligari.

## Filmografia

### Lungometraggi
- Amore tossico (1983)
- L'odore della notte (1998)
- Non essere cattivo (2015)

### Documentari
- Perché droga, in collaborazione con Daniele Segre e Franco Barbero (1976)
- Alice e gli altri, in collaborazione con Daniele Segre (1976)
- L’occupazione degli autoriduttori del convegno sulla follia, co-regia di Franco Barbero, Alberto Grifi (1976)
- Festa del COM nella casa occupata di via Morigi a Milano, co-regia di Franco Barbero, Alberto Grifi (1976)
- Lotte nel Belice (1977)
- La macchina da presa senza uomo (1977)
- La follia della rivoluzione (1978)
- La parte bassa (1978)

### Sceneggiature non prodotte
- Suicide Special (1980)
- Effetto Elisa (1984)
- La grande illusione del numero due (1987)
- La ballata degli angeli assassini (1988)
- Ladro d’amore (1989)
- Sottoroma (1990)
- Dio non c’è alla Sanità (1991)
- Anni rapaci o Ragazzi di famiglia (2001)
- Andare ai resti (dopo il 2004)
- Mi chiamo Lolita ho 12 anni e faccio la cubista (dopo il 2007)

## Premi e riconoscimenti
- Festival di Venezia
  - 1983 – Premio Vittorio De Sica per Amore tossico
- David di Donatello
  - 2016 – Candidatura al miglior film per Non essere cattivo
  - 2016 – Candidatura al miglior regia per Non essere cattivo
  - 2016 – Candidatura al migliore sceneggiatura per Non essere cattivo
  - 2016 – Candidatura al David giovani per Non essere cattivo
- Globi d'oro
  - 2016 – Candidatura al miglior film per Non essere cattivo
- Bobbio Film Festival
  - 2016 – Gobbo d'oro al miglior film per Non essere cattivo